# Parti national vénitien
Le Parti national vénitien (Partito Nasionał Veneto, PNV) était un parti politique vénétiste, libertarien et indépendantiste actif en Vénétie, Lombardie et Frioul-Vénétie Julienne. En septembre 2010, le parti suspend ses activités et ses membres rejoignent le nouveau parti "État vénitien", autonomiste et pas indépendantiste, dissous en 2016. En mai 2012, la plupart de ses anciens leaders s'en séparent pour former Indépendance vénète.